# مقاطعة جوديث باسين (مونتانا)
مقاطعة جوديث باسين (بالإنجليزية: Judith Basin County)‏ هي إحدى مقاطعات ولاية مونتانا في الولايات المتحدة الأمريكية.

## أعلام
- دانيال د. ماكراكين